# Paravar
Parava o Paravar, conosciuti anche come Parathavar, Paradavar, Bharathar, Bharathakula Pandyar o Bharathakula Kshathriyar è una casta indiana dell'India Meridionale i quali in passato vivevano sulla costa e praticavano la pesca ed il commercio ed erano governanti subordinati ai Pandya, as well as according to at least one modern writer, described as "ferocious soldiers". Ci sono molte teorie sulle loro origini e sono registrati negli attuali stati di Tamil Nadu e Kerala sin dai tempi antichi.
Nell'India moderna, i Paravar sono concentrati lungo la cintura costiera che si estende attorno al Golfo di Mannar, da Kilakarai via Kanyakumari (Capo Comorin) fin quasi ad arrivare a Trivandrum.  e i loro circa 60 villaggi sono esclusivamente occupati da membri della stessa casta e sono intervallati da villaggi occupati da musulmani. Ci sono insediamenti Paravar anche alla periferia dei villaggi dell'entroterra, e c'è stato un numero significativo tra la popolazione di Tuticorin, sin dal 1580.
I Paravar (conoscoiuti come Bharathas in Sri Lanka) si trovano in numeri significativi anche in Sri Lanka, in particolare a Negombo e anche attorno alla capitale Colombo.  Sono una comunità etnica separata notificata con una gazzetta ufficiale in Sri Lanka.  Al giorno d'oggi, Bharatha è una comunità commerciale prospera, socialmente ed economicamente attiva, in Sri Lanka.